# US Open 2018
Die 138. US Open waren das letzte von vier Grand-Slam-Turnieren, den am höchsten dotierten Tennisturnieren, der Saison 2018. Sie fanden vom 27. August bis 9. September 2018 im USTA Billie Jean King National Tennis Center im Flushing-Meadows-Park im Stadtteil Queens von New York City, USA statt.
Titelverteidiger im Einzel waren Rafael Nadal bei den Herren sowie Sloane Stephens bei den Damen. Im Herrendoppel gewannen Jean-Julien Rojer und Horia Tecău im Vorjahr, im Damendoppel waren Martina Hingis und Latisha Chan die Titelverteidiger. Martina Hingis und Jamie Murray waren die Titelverteidiger im Mixed.

## Preisgeld
Das Preisgeld betrug in diesem Jahr 53.000.000 US-Dollar, so viel wie bei keinem anderen Tennisturnier davor.
| Erreichte Runde | Einzel      | Doppel*   | Mixed*    |
| --------------- | ----------- | --------- | --------- |
| Sieg            | 3.800.000 $ | 700.000 $ | 155.000 $ |
| Finale          | 1.850.000 $ | 350.000 $ | 70.000 $  |
| Halbfinale      | 925.000 $   | 166.400 $ | 30.000 $  |
| Viertelfinale   | 475.000 $   | 85.275 $  | 15.000 $  |
| Achtelfinale    | 266.000 $   | 46.500 $  | 10.000 $  |
| Dritte Runde    | 156.000 $   | 27.875 $  | 5.000 $   |
| Zweite Runde    | 93.000 $    | 16.500 $  |           |
| Erste Runde     | 54.000 $    |           |           |
| Q3              | 30.000 $    |           |           |
| Q2              | 16.000 $    |           |           |
| Q1              | 8.000 $     |           |           |

* pro Team; Q = Qualifikationsrunde

## Absagen
Folgende Topspieler konnten aus unterschiedlichen Gründen nicht an dem Turnier teilnehmen:
- Mihaela Buzărnescu – Knöchelverletzung[2]

## Herreneinzel
Setzliste
| Nr. | Spieler               | Erreichte Runde |
| --- | --------------------- | --------------- |
| 01. | Rafael Nadal          | Halbfinale      |
| 02. | Roger Federer         | Achtelfinale    |
| 03. | Juan Martín del Potro | Finale          |
| 04. | Alexander Zverev      | 3. Runde        |
| 05. | Kevin Anderson        | Achtelfinale    |
| 06. | Novak Đoković         | Sieg            |
| 07. | Marin Čilić           | Viertelfinale   |
| 08. | Grigor Dimitrow       | 1. Runde        |
| 09. | Dominic Thiem         | Viertelfinale   |
| 10. | David Goffin          | Achtelfinale    |
| 11. | John Isner            | Viertelfinale   |
| 12. | Pablo Carreño Busta   | 2. Runde        |
| 13. | Diego Schwartzman     | 3. Runde        |
| 14. | Fabio Fognini         | 2. Runde        |
| 15. | Stefanos Tsitsipas    | 2. Runde        |
| 16. | Kyle Edmund           | 1. Runde        |

| Nr. | Spieler               | Erreichte Runde |
| --- | --------------------- | --------------- |
| 17. | Lucas Pouille         | 3. Runde        |
| 18. | Jack Sock             | 2. Runde        |
| 19. | Roberto Bautista Agut | 1. Runde        |
| 20. | Borna Ćorić           | Achtelfinale    |
| 21. | Kei Nishikori         | Halbfinale      |
| 22. | Marco Cecchinato      | 1. Runde        |
| 23. | Chung Hyeon           | 2. Runde        |
| 24. | Damir Džumhur         | 1. Runde        |
| 25. | Milos Raonic          | Achtelfinale    |
| 26. | Richard Gasquet       | 3. Runde        |
| 27. | Karen Chatschanow     | 3. Runde        |
| 28. | Denis Shapovalov      | 3. Runde        |
| 29. | Adrian Mannarino      | 1. Runde        |
| 30. | Nick Kyrgios          | 3. Runde        |
| 31. | Fernando Verdasco     | 3. Runde        |
| 32. | Filip Krajinović      | 1. Runde        |

## Dameneinzel
Setzliste
| Nr. | Spielerin          | Erreichte Runde |
| --- | ------------------ | --------------- |
| 01. | Simona Halep       | 1. Runde        |
| 02. | Caroline Wozniacki | 2. Runde        |
| 03. | Sloane Stephens    | Viertelfinale   |
| 04. | Angelique Kerber   | 3. Runde        |
| 05. | Petra Kvitová      | 3. Runde        |
| 06. | Caroline Garcia    | 3. Runde        |
| 07. | Elina Switolina    | Achtelfinale    |
| 08. | Karolína Plíšková  | Viertelfinale   |
| 09. | Julia Görges       | 2. Runde        |
| 10. | Jeļena Ostapenko   | 3. Runde        |
| 11. | Darja Kassatkina   | 2. Runde        |
| 12. | Garbiñe Muguruza   | 2. Runde        |
| 13. | Kiki Bertens       | 3. Runde        |
| 14. | Madison Keys       | Halbfinale      |
| 15. | Elise Mertens      | Achtelfinale    |
| 16. | Venus Williams     | 3. Runde        |

| Nr. | Spielerin                    | Erreichte Runde |
| --- | ---------------------------- | --------------- |
| 17. | Serena Williams              | Finale          |
| 18. | Ashleigh Barty               | Achtelfinale    |
| 19. | Anastasija Sevastova         | Halbfinale      |
| 20. | Naomi Ōsaka                  | Sieg            |
| 21. | Mihaela Buzărnescu           | Rückzug         |
| 22. | Marija Scharapowa            | Achtelfinale    |
| 23. | Barbora Strýcová             | 3. Runde        |
| 24. | Coco Vandeweghe              | 1. Runde        |
| 25. | Daria Gawrilova              | 2. Runde        |
| 26. | Aryna Sabalenka              | Achtelfinale    |
| 27. | Anastassija Pawljutschenkowa | 1. Runde        |
| 28. | Anett Kontaveit              | 1. Runde        |
| 29. | Dominika Cibulková           | Achtelfinale    |
| 30. | Carla Suárez Navarro         | Viertelfinale   |
| 31. | Magdaléna Rybáriková         | 1. Runde        |
| 32. | Maria Sakkari                | 2. Runde        |

## Herrendoppel
Setzliste
| Nr. | Paarung                           | Erreichte Runde |
| --- | --------------------------------- | --------------- |
| 01. | Oliver Marach Mate Pavić          | 1. Runde        |
| 02. | Henri Kontinen John Peers         | 2. Runde        |
| 03. | Mike Bryan Jack Sock              | Sieg            |
| 04. | Jamie Murray Bruno Soares         | Viertelfinale   |
| 05. | Juan Sebastián Cabal Robert Farah | Halbfinale      |
| 06. | Jean-Julien Rojer Horia Tecău     | 2. Runde        |
| 07. | Łukasz Kubot Marcelo Melo         | Finale          |
| 08. | Raven Klaasen Michael Venus       | 2. Runde        |

| Nr. | Paarung                              | Erreichte Runde |
| --- | ------------------------------------ | --------------- |
| 09. | Pierre-Hugues Herbert Nicolas Mahut  | Achtelfinale    |
| 10. | Feliciano López Marc López           | 2. Runde        |
| 11. | Ivan Dodig Gerard Granollers         | Achtelfinale    |
| 12. | Ben McLachlan Jan-Lennard Struff     | 1. Runde        |
| 13. | Julio Peralta Horacio Zeballos       | 2. Runde        |
| 14. | Robin Haase Matwé Middelkoop         | Achtelfinale    |
| 15. | Rohan Bopanna Édouard Roger-Vasselin | Viertelfinale   |
| 16. | Dominic Inglot Franko Škugor         | Achtelfinale    |

## Damendoppel
Setzliste
| Nr. | Paarung                                    | Erreichte Runde |
| --- | ------------------------------------------ | --------------- |
| 01. | Barbora Krejčíková Kateřina Siniaková      | Halbfinale      |
| 02. | Tímea Babos Kristina Mladenovic            | Finale          |
| 03. | Andrea Sestini Hlaváčková Barbora Strýcová | Achtelfinale    |
| 04. | Gabriela Dabrowski Yifan Xu                | 2. Runde        |
| 05. | Andreja Klepač María José Martínez Sánchez | 1. Runde        |
| 06. | Lucie Hradecká Jekaterina Makarowa         | Viertelfinale   |
| 07. | Elise Mertens Demi Schuurs                 | Viertelfinale   |
| 08. | Nicole Melichar Květa Peschke              | 1. Runde        |

| Nr. | Paarung                             | Erreichte Runde |
| --- | ----------------------------------- | --------------- |
| 09. | Kiki Bertens Johanna Larsson        | 2. Runde        |
| 10. | Chan Hao-ching Yang Zhaoxuan        | 2. Runde        |
| 11. | Vania King Katarina Srebotnik       | 1. Runde        |
| 12. | Alicja Rosolska Abigail Spears      | 1. Runde        |
| 13. | Ashleigh Barty Coco Vandeweghe      | Sieg            |
| 14. | Raquel Atawo Anna-Lena Grönefeld    | Achtelfinale    |
| 15. | Irina-Camelia Begu Monica Niculescu | 2. Runde        |
| 16. | Miyu Katō Makoto Ninomiya           | 1. Runde        |

## Mixed
Setzliste
| Nr. | Paarung                       | Erreichte Runde |
| --- | ----------------------------- | --------------- |
| 01. | Mate Pavić Gabriela Dabrowski | Achtelfinale    |
| 02. | Oliver Marach Nicole Melichar | Viertelfinale   |
| 03. | Henri Kontinen Chan Hao-ching | 1. Runde        |
| 04. | Ivan Dodig Latisha Chan       | Achtelfinale    |

| Nr. | Paarung                                          | Erreichte Runde |
| --- | ------------------------------------------------ | --------------- |
| 05. | Édouard Roger-Vasselin Andrea Sestini Hlaváčková | Viertelfinale   |
| 06. | Matwé Middelkoop Demi Schuurs                    | 1. Runde        |
| 07. | Michael Venus Katarina Srebotnik                 | Achtelfinale    |
| 08. | Juan Sebastián Cabal Abigail Spears              | Achtelfinale    |

## Junioreneinzel
Setzliste
| Nr. | Spieler             | Erreichte Runde |
| --- | ------------------- | --------------- |
| 01. | Tseng Chun-hsin     | Halbfinale      |
| 02. | Sebastián Báez      | 2. Runde        |
| 03. | Hugo Gaston         | Achtelfinale    |
| 04. | Nicolás Mejía       | Achtelfinale    |
| 05. | Timofei Skatow      | 2. Runde        |
| 06. | Thiago Seyboth Wild | Sieg            |
| 07. | Adrian Andreew      | 1. Runde        |
| 08. | Naoki Tajima        | 1. Runde        |

| Nr. | Spieler                     | Erreichte Runde |
| --- | --------------------------- | --------------- |
| 09. | Gilbert Soares Klier Júnior | 1. Runde        |
| 10. | Facundo Díaz Acosta         | 1. Runde        |
| 11. | Tristan Boyer               | 1. Runde        |
| 12. | Mu Tao                      | 1. Runde        |
| 13. | Filip Cristian Jianu        | 1. Runde        |
| 14. | Brandon Nakashima           | Viertelfinale   |
| 15. | Carlos López Montagud       | 1. Runde        |
| 16. | Yankı Erel                  | 1. Runde        |

## Juniorinneneinzel
Setzliste
| Nr. | Spielerin                   | Erreichte Runde |
| --- | --------------------------- | --------------- |
| 01. | Cori Gauff                  | Viertelfinale   |
| 02. | Alexa Noel                  | 2. Runde        |
| 03. | Wang Xiyu                   | Sieg            |
| 04. | María Camila Osorio Serrano | Halbfinale      |
| 05. | Catherine McNally           | Achtelfinale    |
| 06. | Clara Tauson                | 2. Runde        |
| 07. | Eléonora Molinaro           | 1. Runde        |
| 08. | Leylah Annie Fernandez      | Viertelfinale   |

| Nr. | Spielerin              | Erreichte Runde |
| --- | ---------------------- | --------------- |
| 09. | Naho Satō              | Viertelfinale   |
| 10. | María Lourdes Carlé    | 1. Runde        |
| 11. | Clara Burel            | Finale          |
| 12. | Joanna Garland         | 1. Runde        |
| 13. | Elisabetta Cocciaretto | 1. Runde        |
| 14. | Zheng Qinwen           | Achtelfinale    |
| 15. | Katie Volynets         | 1. Runde        |
| 16. | Lea Ma                 | Achtelfinale    |

## Juniorendoppel
Setzliste
| Nr. | Paarung                             | Erreichte Runde |
| --- | ----------------------------------- | --------------- |
| 01. | Thiago Seyboth Wild Tseng Chun-hsin | 1. Runde        |
| 02. | Sebastián Báez Facundo Díaz Acosta  | 1. Runde        |
| 03. | Hugo Gaston Clément Tabur           | Achtelfinale    |
| 04. | Aidan McHugh Timofei Skatow         | 1. Runde        |

| Nr. | Paarung                               | Erreichte Runde |
| --- | ------------------------------------- | --------------- |
| 05. | Carlos López Montagud Mu Tao          | 1. Runde        |
| 06. | Tristan Boyer Nick Hardt              | Achtelfinale    |
| 07. | Ondřej Štyler Naoki Tajima            | 1. Runde        |
| 08. | Filip Cristian Jianu Deney Wassermann | Viertelfinale   |

## Juniorinnendoppel
Setzliste
| Nr. | Paarung                             | Erreichte Runde |
| --- | ----------------------------------- | --------------- |
| 01. | Cori Gauff Catherine McNally        | Sieg            |
| 02. | Eléonora Molinaro Wang Xiyu         | 1. Runde        |
| 03. | Alexa Noel Naho Satō                | Viertelfinale   |
| 04. | Elisabetta Cocciaretto Clara Tauson | Achtelfinale    |

| Nr. | Paarung                                     | Erreichte Runde |
| --- | ------------------------------------------- | --------------- |
| 05. | Joanna Garland Moyuka Uchijima              | Halbfinale      |
| 06. | Clara Burel Diane Parry                     | Achtelfinale    |
| 07. | María Camila Osorio Serrano Gabriella Price | Viertelfinale   |
| 08. | Hurricane Tyra Black Lea Ma                 | Achtelfinale    |

## Herreneinzel-Rollstuhl
Setzliste
| Nr. | Spieler        | Erreichte Runde |
| --- | -------------- | --------------- |
| 01. | Shingo Kunieda | Finale          |
| 02. | Alfie Hewett   | Sieg            |

## Dameneinzel-Rollstuhl
Setzliste
| Nr. | Spielerin      | Erreichte Runde |
| --- | -------------- | --------------- |
| 01. | Diede de Groot | Sieg            |
| 02. | Yui Kamiji     | Finale          |

## Herrendoppel-Rollstuhl
Setzliste
| Nr. | Paarung                        | Erreichte Runde |
| --- | ------------------------------ | --------------- |
| 01. | Stéphane Houdet Nicolas Peifer | Finale          |
| 02. | Alfie Hewett Gordon Reid       | Sieg            |

## Damendoppel-Rollstuhl
Setzliste
| Nr. | Paarung                       | Erreichte Runde |
| --- | ----------------------------- | --------------- |
| 01. | Diede de Groot Yui Kamiji     | Sieg            |
| 02. | Marjolein Buis Aniek van Koot | Finale          |

## Quadeinzel
Setzliste
| Nr. | Spieler      | Erreichte Runde |
| --- | ------------ | --------------- |
| 01. | David Wagner | Finale          |
| 02. | Dylan Alcott | Sieg            |

## Quaddoppel
Setzliste
| Nr. | Paarung                       | Erreichte Runde |
| --- | ----------------------------- | --------------- |
| 01. | Andrew Lapthorne David Wagner | Sieg            |
| 02. | Dylan Alcott Bryan Barten     | Finale          |